# 24 часа: Наследие
«24 часа: Насле́дие» (англ. 24: Legacy) — американский телесериал, созданный для канала Fox. Сериал является спин-оффом «24 часов», который был создан Джоэлом Сурноу и Робертом Кокраном. Шоу состоит из 12 эпизодов и повествует о жизни героя войны Эрика Картера в исполнении Кори Хоукинса, используя в качестве повествования формат реального времени. Миранда Отто исполняет роль Ребекки Инграм, бывшей главы ныне возрождённого контр-террористического отдела в Вашингтоне. Премьера сериала состоялась 5 февраля 2017 года.
7 июня 2017 года сериал был закрыт после одного сезона, однако Fox не исключает возможности продолжения франшизы с другими актёрами.

## Синопсис
Герой войны Эрик Картер (Кори Хоукинс) возвращается в США, и у него возникают проблемы. Так как ему некуда обратиться, он просит КТО помочь ему спасти свою жизнь, при этом останавливая одну из самых масштабных террористических атак на американской земле. События будут происходить в Вашингтоне спустя три года после событий, произошедших в «24 часа: Проживи ещё один день».

## В ролях

### В главных ролях
- Кори Хоукинс — Эрик Картер, главный герой сериала, бывший армейский рейнджер, командовал группой которая ликвидировала известного террориста Ибрагима Бен Халида[3].
- Миранда Отто — Ребекка Инграм, бывшая глава контр-террористического отдела (КТО) в Лос-Анджелесе и жена сенатора Джона Донована, который баллотируется на пост президента США. В финале сезона была тяжело ранена Бен Халидом и позже умерла в больнице.
- Анна Диоп — Николь Картер, жена Эрика[9].
- Тедди Сирс — Кит Маллинс, амбициозный глава КТО, который работал под руководством Ребекки[10].
- Эшли Томас — Айзек Картер, старший брат Эрика, который зол на него за их горькое прошлое с участием жены Эрика, Николь[11].
- Дэн Букатинский — Энди Шэловиц, аналитик по коммуникации в КТО[12].
- Корал Пенья — Марианна Стайлз, яркий молодой компьютерный аналитик, которая работает в паре с Энди[12].
- Чарли Хофхаймер — Бен Граймс, бывший соратник Эрика в отряде армейских рейнджеров, который сейчас страдает от ПТСР[12].
- Шейла Ванд — Нила Мизрани, директор компании сенатора Джона Донована[13][14][15].
- Рафаэль Аклоке — Джадалла бен Халид, студент университета, который принял кампанию джихадистов своего отца после его смерти. Убит Картером[16].
- Джеральд Макрейни — Генри Донован, отец кандидата в президенты, Джона Донована[17].
- Джимми Смитс — Джон Донован, сенатор, который баллотируется на пост президента, и муж Ребекки[18].

### Специально приглашённая звезда
- Карлос Бернард — Тони Алмейда, бывший аналитик CTU, ставший наёмником. Старый знакомый Ребекки, по её просьбе похитил Генри Донована и пытал его чтобы узнать информацию о террористах[19].

### Приглашённые актёры
- Зейн Эмори — Дрю Фелпс, юниор в школе Маршалла, который влюблён в Амиру[20].
- Кэтрин Прескотт — Амира Дудаева, ученица средней школы и сестра Хасана[21].
- Кевин Кристи — Дэвид Харрис
- Бэйли Чейз — Томас Локк, полевой агент КТО и глава полевых операций[22].
- Лэйт Накли — Кусама, один из джихадистов, которые ищут Эрика[23].
- Тиффани Хайнс — Аиша, девушка Айзека, которая помогает ему с его наркобизнесом[22].
- Темо Мелекидзе — Хасан Дудаев, брат Амиры[16].
- Даниэль Сакапа — Луис, дядя сенатора Джона Донована и политтехнолог в кампании своего племянника на пост президента США.
- Моран Атиас — Сидра, коллега Тони, которая провоцирует чувство взаимного недоверия между Тони и Инграм[24].
- Дилан Рамзи — Рашид Аль-Саби
- Одед Фер — Асим Насери. Телохранитель бен Халида. Погиб в конце сезона после того как предал бен Халида ради спасения дочери.
- Эли Данкер — Ибрагим бен Халид, лидер террористов и отец Джадаллы. В течение сезона считался погибшим но как оказалось ему удалось выжить. Убит Картером.

## Эпизоды
| №  | Название                                                             | Режиссёр          | Автор сценария                        | Дата премьеры   | Произв. код | Зрители в США (млн) |
| -- | -------------------------------------------------------------------- | ----------------- | ------------------------------------- | --------------- | ----------- | ------------------- |
| 1  | «С 12.00 часов — до 1.00 часу дня» «12:00 Noon – 1:00 PM»            | Стивен Хопкинс    | Мэнни Кото и Эван Кац                 | 5 февраля 2017  | 1AZK01      | 17.58               |
| 2  | «С 1.00 часу дня — до 2.00 часов дня» «1:00 PM – 2:00 PM»            | Джон Кассар       | Эван Кац и Мэнни Кото                 | 6 февраля 2017  | 1AZK02      | 6.22                |
| 3  | «С 2.00 часов дня — до 3.00 часов дня» «2:00 PM — 3:00 PM»           | Джон Кассар       | Говард Гордон и Ли Дана Джексон       | 13 февраля 2017 | 1AZK03      | 5.14                |
| 4  | «С 3.00 часов дня — до 4.00 часов дня» «3:00 PM — 4:00 PM»           | Нельсон Маккормик | Никки Тоскано и Нельсон Гривз         | 20 февраля 2017 | 1AZK04      | 4.42                |
| 5  | «С 4.00 часов дня — до 5.00 часов вечера» «4:00 PM — 5:00 PM»        | Нельсон Маккормик | Роберт Кокран и Ли Дана Джексон       | 27 февраля 2017 | 1AZK05      | 3.98                |
| 6  | «С 5.00 часов вечера — до 6.00 часов вечера» «5:00 PM — 6:00 PM»     | Джон Кассар       | Дэвид Фьюри                           | 6 марта 2017    | 1AZK06      | 3.80                |
| 7  | «С 6.00 часов вечера — до 7.00 часов вечера» «6:00 PM — 7:00 PM»     | Джон Кассар       | Тони Басгаллоп                        | 13 марта 2017   | 1AZK07      | 3.90                |
| 8  | «С 7.00 часов вечера — до 8.00 часов вечера» «7:00 PM — 8:00 PM»     | Бронуэн Хьюз      | Дэвид Фьюри                           | 20 марта 2017   | 1AKZ08      | 3.30                |
| 9  | «С 8.00 часов вечера — до 9.00 часов вечера» «8:00 PM — 9:00 PM»     | Бронуэн Хьюз      | Никки Тоскано и Закийя Александр      | 27 марта 2017   | 1AKZ09      | 3.23                |
| 10 | «С 9.00 часов вечера — до 10.00 часов вечера» «9:00 PM — 10:00 PM»   | Стивен Хопкинс    | Мэнни Кото и Габриэлла Гудман Сайттер | 3 апреля 2017   | 1AKZ10      | 3.20                |
| 11 | «С 10.00 часов вечера — до 11.00 часов вечера» «10:00 PM — 11:00 PM» | Нельсон Маккормик | Ли Дана Джексон                       | 10 апреля 2017  | 1AKZ11      | 3.30                |
| 12 | «С 11.00 часов вечера — до 12.00 часов вечера» «11:00 PM — 12:00 PM» | Стивен Хопкинс    | Мэнни Кото и Говард Гордон            | 17 апреля 2017  | 1AKZ12      | 3.42                |

## Производство

### Замысел

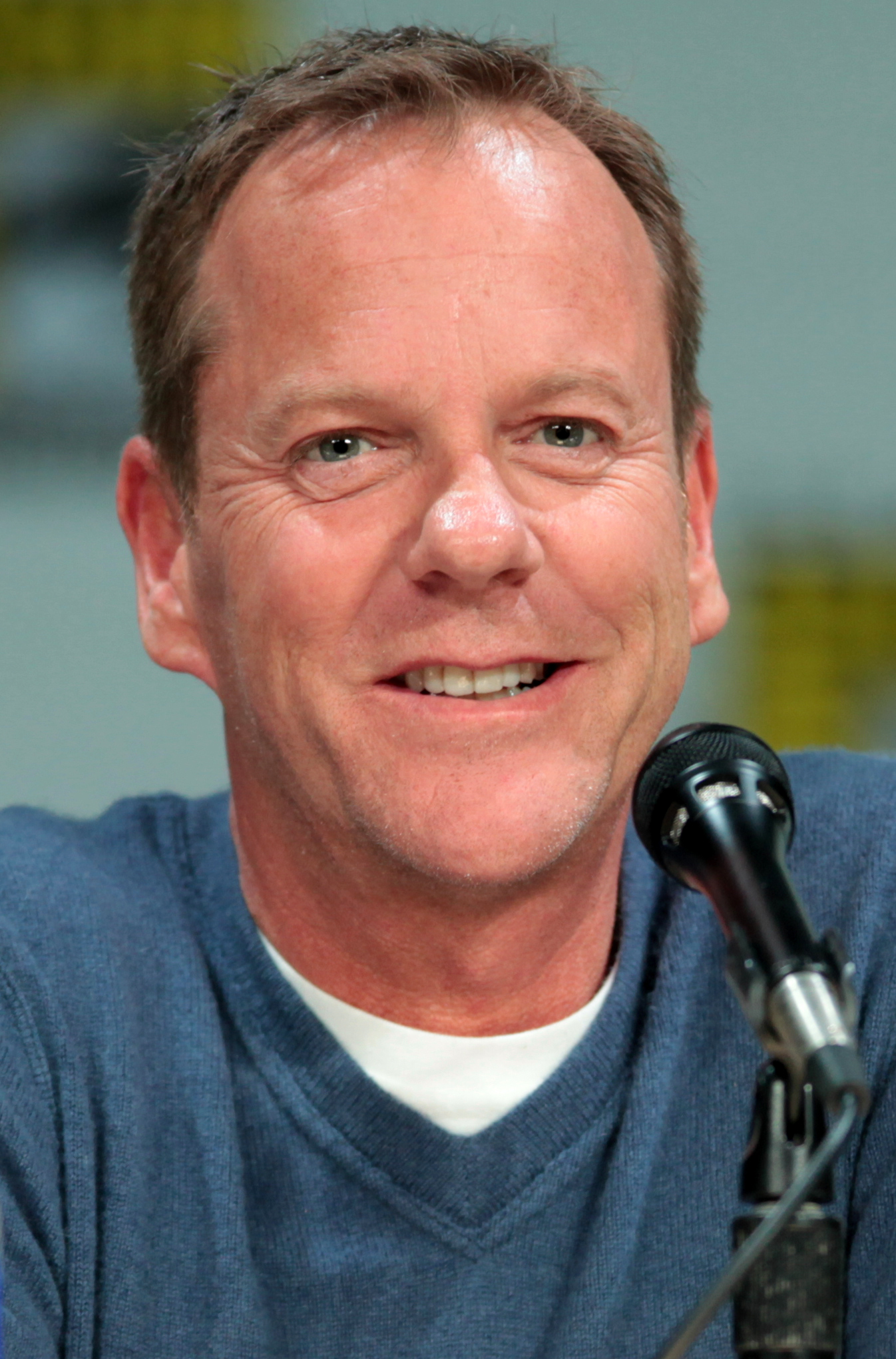
Кифер Сазерленд объявил, что он не вернётся в «24 часа: Наследие» в роли Джека Бауэра.

В январе 2015 года исполнительные продюсеры Говард Гордон, Эван Кац, Мэнни Кото и Брайан Грейзер подали очередную часть франшизы «24 часа». Она вращается вокруг группы второстепенных персонажей, нежели чем вокруг Кифера Сазерленда в роли Джека Бауэра. В мае 2015 года Fox объявило о разработке новой версии «24 часов». В июне 2015 года Говард Гордон заявил, что в спин-оффе будет молодой главный герой, вместе с чуть более старшей и опытной женщиной-агентом. Было подтверждено, что Эван Кац и Мэнни Кото вернутся в качестве сценаристов и исполнительных продюсеров. Также подтвердилось, что в спин-оффе будет использован формат «реального времени», как сказал Гордон, поскольку это является традицией шоу.
В январе 2016 года Fox объявило, что оно заказало пилот для спин-оффа под названием «24 часа: Наследие», где присутствует новый актёрский состав, где не будет старых персонажей. Сериал сохраняет режим реального времени, однако он состоит из 12 эпизодов, используя временные прыжки, чтобы покрыть события одного дня. Двумя главными персонажами являются герой войны и женщина, которая является бывшей главой КТО. Стивен Хопкинс, который снял оригинальный пилот «24 часов» и несколько эпизодов первого сезона, стал режиссёром пилота «Наследия». В апреле 2016 года Fox официально дало зелёный свет сериалу, заказав 12 эпизодов. Частый режиссёр сериала Джон Кассар также вернётся в качестве режиссёра и продюсера «Наследия», сняв 6 из 12 эпизодов. Шон Коллери также вернётся в качестве композитора сериала. 5 мая 2016 года Deadline сообщил, что Никки Тоскано уже подписал контракт с 20th Century Fox и станет сопродюсером шоу. Хотя ранее сообщалось, что ни один бывший персонаж не появится в шоу, продюсеры намекнули на возможность того, что Мэри Линн Райскаб появится в шоу в роли Хлои О’Брайан. В интервью с «Digital Spy» Кац раскрыл, что сценарий первого эпизода был написан за восемь месяцев. Он также сообщил, что будущие сезоны «24 часов: Наследия» будут состоять только из 12 эпизодов.

#### Появление Джека Бауэра
В июне 2015 года Сазерленд сказал, когда его спросили о будущем Джека Бауэра: «Я не вернусь в „24 часа“». Сазерленд сказал, что «„24 часа“ это такая прекрасная идея, которая может продолжаться вечно». Сазерленд сказал, что он чувствовал, что это было важно, чтобы был новый актёрский состав, чтобы сохранить сериал, и он надеется, что он может быть в будущем появится в качестве камео. В сентябре 2015 года Сазерленд, казалось бы, исключил какое-либо дальнейшее участие в шоу, заявив, что он «точно в любом случае не вернётся». В феврале 2016 года Сазерленд сказал по поводу возможного возвращения в «24 часа»: «Я достаточно узнал за последние несколько лет, что нельзя говорить никогда. Мы никогда не собирались снимать девятый сезон, когда мы закончили восьмой сезон. Я сказал, что мы всё. Поэтому я просто скажу посмотрим». Он также сказал по поводу сценарий пилота «Наследия», что он «очень крутой» и что он «первым посмотрит его».

### Сценарий
В июне 2015 года Говард Гордон заявил, что в спин-оффе будет новый молодой главный герой, наряду с чуть более старшей и опытной женщиной-агентом. Было подтверждено, что Эван Кац и Мэнни Кото вернутся в сериал в качестве сценаристов и исполнительных продюсеров. Также было подтверждено, что спин-офф будет использовать формат «реального времени», так как, как говорит Гордон, это является традицией шоу. В интервью Кац заявил, что написание первого сценария для первого эпизода заняло восемь месяцев. Он заявил, что одной из сложностей было то, что «он должен был соответствовать ожиданиям людей, которые были высокими и должны были быть высокими». Он также сообщил, что действие шоу произойдёт через три месяца после событий, показанных в «24 часа: Проживи ещё один день», а местом действия будет Вашингтон. Сериал представит национальный штаб CTU, расположенный в Вашингтоне. Офисы CTU, расположенные в Лос-Анджелесе и Нью-Йорке, были ранее показаны в «24 часах».
В интервью с «Newsday» шоураннер Говард Гордон рассказал о замысле шоу. Он сказал:
У Мэнни появилась идея, которая не была идеей про «24 часа», но когда мы говорили, мы подумали, вау, может мы могли бы развернуть идею с этим персонажем, которая была основана на реальных событиях — группа спецназа, которая убила Усаму бен Ладена, а затем вернулась в США, где их личности были незаметными, а им было трудно приспособиться к этому. Это было предысторией персонажа, и мы поняли, что он мог быть интересным и мог стать фокусной точкой.

### Кастинг

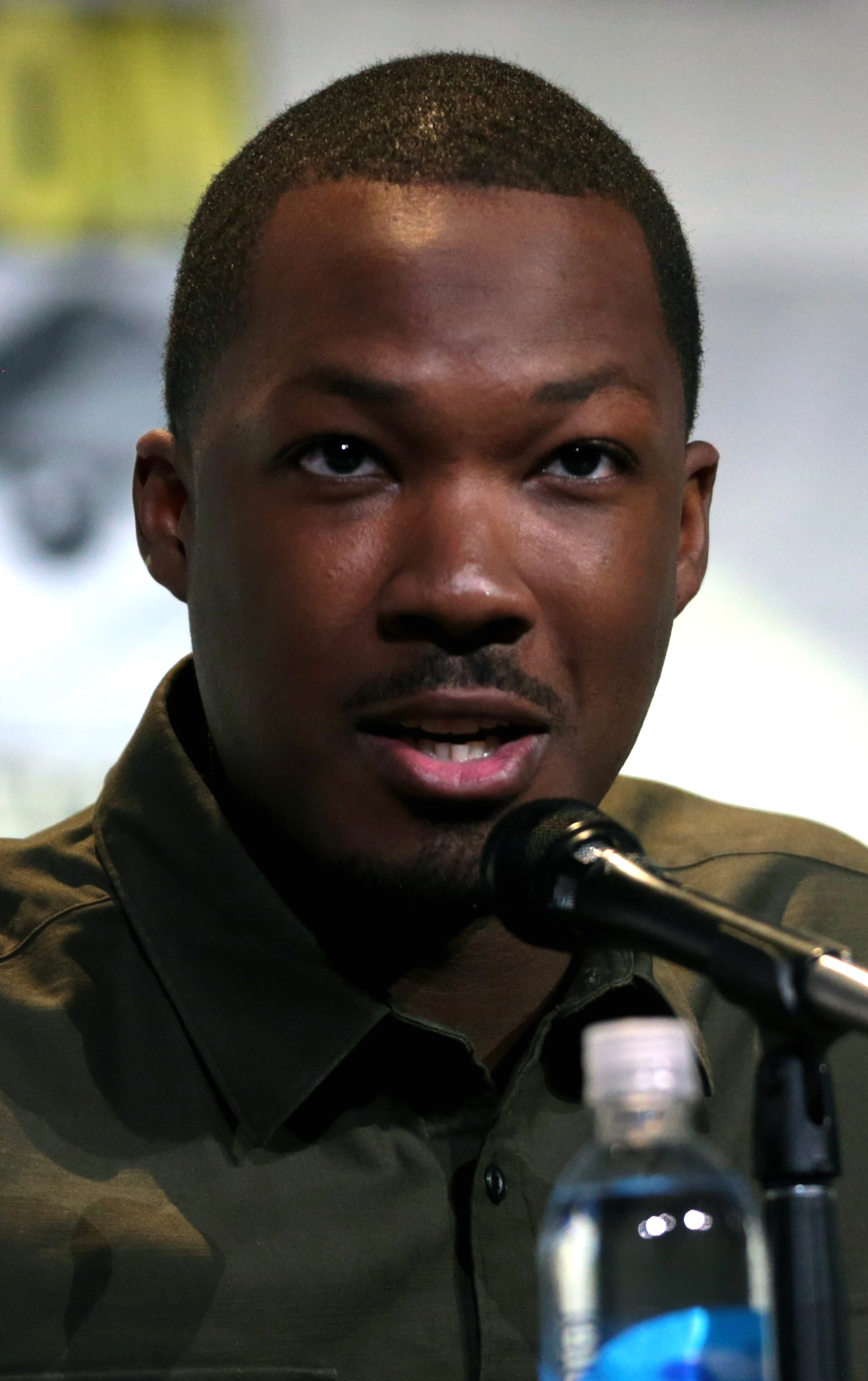
Кори Хоукинс исполняет главную роль, Эрика Картера.

25 января 2016 года после длительных переговоров было объявлено, что главную роль, Эрика Картера, исполнит Кори Хоукинс. Хоукинс был единственным кандидатом на роль после того, как директор кастинга, Лиза Миллер Кац, посмотрела его выступление в «Голосе улиц». В тот же день было объявлено, что Миранда Отто получила главную женскую роль Ребекки Инграм, бывшего директора CTU. Отто сразу же согласилась на роль, заявив, что она хотела роль, связанную «с миром ЦРУ и терроризма», схожую с её ролью в «Родине».

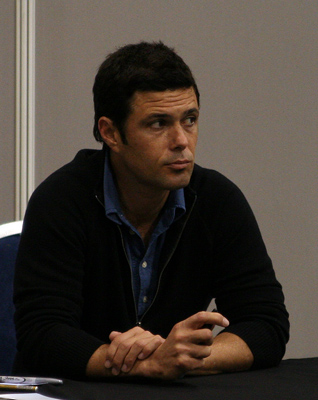
Ветеран «24 часов» Карлос Бернард повторит роль Тони Алмейды.

В феврале 2016 года было объявлено несколько кастингов. 16 февраля 2016 года Deadline объявило, что Анна Диоп присоединилась к шоу в роли Николь Картер, жены Эрика. Неделю спустя объявили, что Тедди Сирса взяли на роль Кита Маллинса, главы CTU. Несколько дней спустя TVLine сообщило, что Джимми Смитс получил роль Джона Донована, мужа Ребекки Инграм и могущественного сенатора США с высшими политическими устремлениями. В марте 2016 года было объявлено, что Дэн Букатинский, Корал Пенья и Чарли Хофхаймер присоединились к шоу. Букатинский и Пенья были взяты на роли Энди и Джии, двух аналитиков по коммуникации в CTU, в то время как Хофхаймер получил роль Маркуса, бывшего партнёра Эрика в отряде армейский рейнджеров, который теперь страдает от ПТСР. Несколько дней спустя было объявлено, что Эшли Томас получил роль Айзека Картера, старшего брата Эрика.
9 марта 2016 года «The Hollywood Reporter» сообщил, что Зейна Эмори взяли на роль Дрю Фелпса, юниора в школе Маршалла, который влюблён в Амиру. Шейла Ванд получила роль Нилы, директора кампании сенатора Донована. 29 сентября 2016 года было объявлено, что Тиффани Хайнс и Бэйли Чейз получили повторяющиеся роли в сериале. Хайнс будет играть Аишу, девушку Айзека Картера, в то время как Чейз будет играть Локка, главу полевых операций CTU в Вашингтоне. 5 октября 2016 года «Variety» объявило, что Вероника Картрайт получила роль Маргарет Донован, матери сенатора Джона Донована, в то время как Лэйт Накли будет играть Кусаму, закалённого в бою джихадиста, который охотится за Эриком Картером. В ходе пресс-тура на New York Comic Con, продюсеры шоу объявили, что ветеран «24 часов» Карлос Бернард вернётся к роли Тони Алмейды в «24 часах: Наследии».

### Продвижение
Было объявлено, что премьера сериала «24 часа: Наследие» состоится 5 февраля 2017 года, выступая в качестве ведущей программы для Super Bowl Li. Fox выпустило трейлер к сериалу 16 мая 2016 года, показывая кадры из первого эпизода. Рекламный плакат был выпущен 15 июля 2016 года. «24 часа: Наследие» был представлен на панели San Diego Comic-Con International 24 июля 2016 года, с участием Кори Хоукинса, Миранды Отто, Джимми Смитса, Говарда Гордона, Мэнни Кото и Эвана Каца, где фанаты сериала стали первыми, кто увидели сцены из пилотного эпизода. Актёрский состав продвигал шоу и говорил о том, что произойдёт в шоу. 10 августа 2016 года новое видео о создании сериала было выпущено на официальном аккаунте шоу на YouTube. Во время пресс-тура TCA Fox раскрыли любопытные факты о шоу и о его будущих сезонах. Исполнительный продюсер Эван Кац раскрыл, что у шоу будет 12 эпизодов на каждый сезон.